# Стимфалия

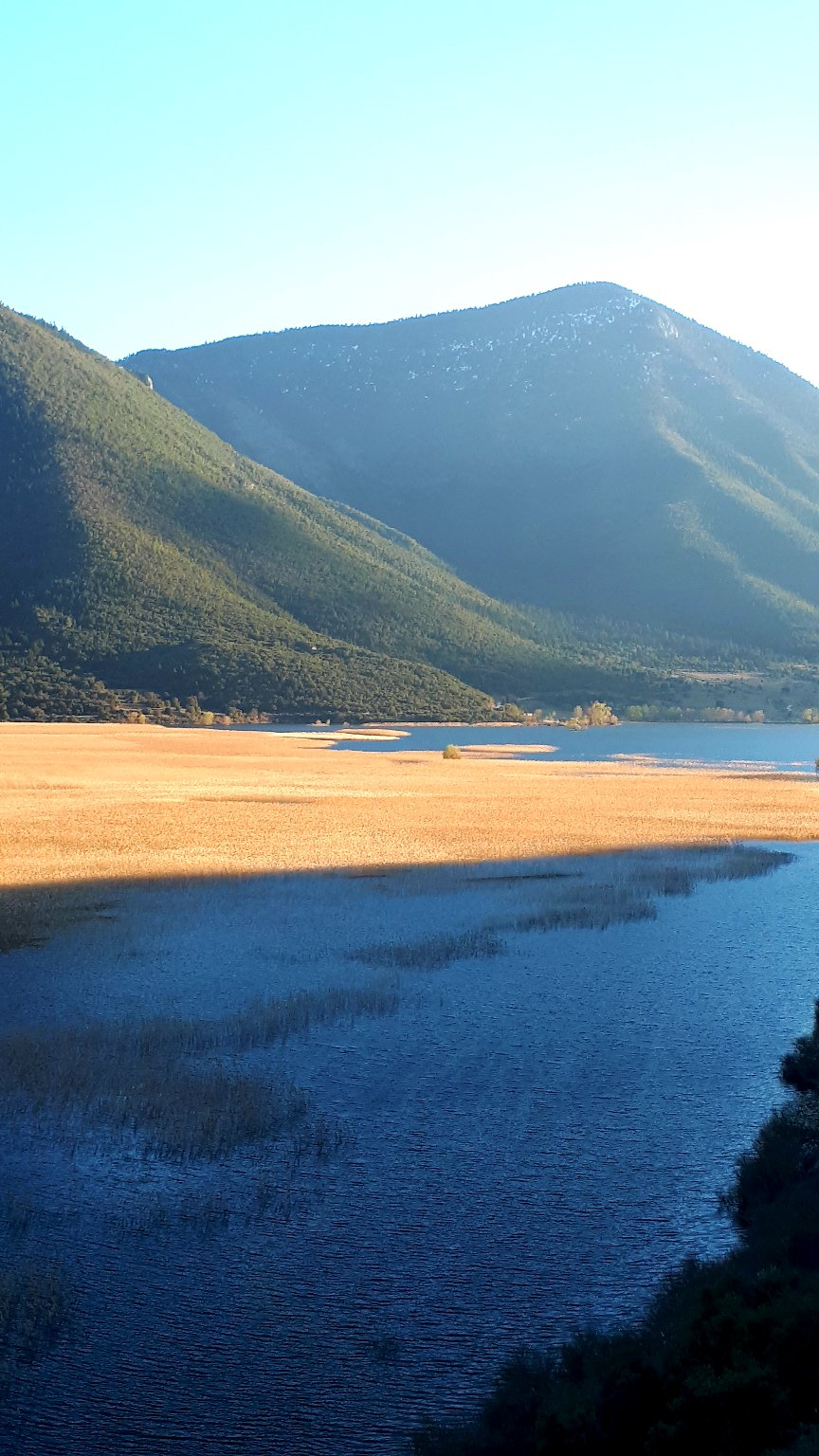

Стимфали́я (греч. Στυμφαλία) — озеро в Греции, расположено в северо-восточной части Пелопоннеса, в периферийной единице Коринфия.

## История
Озеро названа в честь Стимфала — персонажа древнегреческой мифологии, сына Элата. Во времена правления римского императора Адриана был построен акведук, по которому вода из озера поступала на нужды города Коринфа.

## География
Озеро расположено на высоте 600 метров над уровнем моря, между горами Килини и Олигиртос. Ближайшими крупными городами являются: Коринф, расположенный в 42 км к востоку, и Триполис, расположенный в 39 км к югу от озера. В озеро впадают две небольшие речки: Софекетас (с севера) и Какавула (с запада) (см. карту).
Стимфалия является заболоченным, наполняется водой в зимние месяцы и достигает площади в 3,5 км².